# Jezza (Uganda)
Jezza (także Jjeza) – wieś w Ugandzie, położona na zachód od Kampali. W 2014 roku liczyła 4233 mieszkańców.

## Geografia
Jezza jest położona w południowo-środkowej Ugandzie, na zachód od Kampali. Przez wieś przebiega autostrada A109.

## W mediach
Jezza została zauważona przez media, gdy została odwiedzona przez ekipę programu motoryzacyjnego Top Gear, podczas nagrań do sezonu 19. Jeremy Clarkson - jeden z prowadzących w tym czasie program - posiada pseudonim Jezza.